# Kościół św. Elżbiety Węgierskiej w Cieszynie
Kościół świętej Elżbiety Węgierskiej w Cieszynie – rzymskokatolicki kościół parafialny należący do parafii pod tym samym wezwaniem (dekanat Cieszyn diecezji bielsko-żywieckiej). Świątynia jest częścią zespołu klasztornego elżbietanek.
Neobarokowy zespół klasztorno-szpitalny został wybudowany w latach 1900-1903 przez Antoniego Jonkischa i Jana Nosska według projektu Jana Műllera. Główny budynek zespołu mieści w części frontowej klasztor elżbietatek z kościołem znajdującym się na środku oraz szpital obejmujący dwa skrzydła boczne. Obecnie w części budynku frontowego znajduje się przychodnia lekarska. Wnętrze świątyni jest ozdobione dwoma ołtarzami: w pierwszym - głównym - oprócz symbolu Opatrzności Bożej (w zwieńczeniu) są umieszczone posągi św. Elżbiety (w otoczeniu ubogich), św. Jadwigi i św. Ludwika, z kolei w drugim - bocznym - znajdują się obrazy św. Antoniego i Matki Bożej z św. Franciszkiem. W dolnej części zarówno bocznego jak i głównego ołtarza usytuowane są płaskorzeźby przedstawiające sceny biblijne. Dodatkową ozdobą wnętrza świątyni są witraże (Serce Pana Jezusa, św. Franciszek, Matka Boża Królowa Pokoju, św. Elżbieta, anioł) a także posągi świętych znajdujące się na filarach pod chórem (Serce Pana Jezusa, św. Antoni, św. Józef, św. Barbara).
Zewnętrzna elewacja świątyni ozdobiona jest różnymi elementami dekoracyjnymi, czyli: na frontowej elewacji - w podokiennikach pomiędzy cokołami - są umieszczone dekoracje z motywami winnego grona; w przyczółku plastyczne wizerunek Chrystusa Dobrego Pasterza; z kolei na elewacjach bocznych, na miejscu okien usytuowane są nisze z posągami: św. Elżbiety od strony północnej, św. Franciszka z boku ściany wejściowej do świątyni, św. Józefa na tylnej ścianie i Matki Bożej od strony południowej.
Samodzielna parafia przy klasztorze elżbietanek została erygowana w 1980 roku. W 2010 roku, po zakończeniu gruntownego remontu, świątynia została ponownie poświęcona